# Zielonka (Litwa)
Zielonka (lit. Žalioji) − wieś na Litwie, w gminie rejonowej Soleczniki, 5 km na północny zachód od Jaszunów, zamieszkana przez 29 ludzi. Przed II wojną światową w Polsce, w powiecie wileńsko-trockim województwa wileńskiego.